# Aquecimento Joule
Aquecimento Joule, também conhecida como aquecimento óhmico, é o processo onde a passagem de uma corrente elétrica em um material condutor solta calor. Foi estudado pela primeira vez por James Prescott Joule em 1841. Joule inseriu arame dentro de uma massa fixa de água, e mediu o aumento de temperatura causado por uma corrente de valor conhecido, em 30 minutos. Variando a corrente e o comprimento do arame dentro da água, Joule deduziu que o calor produzido é proporcional ao quadrado da corrente mutiplicado pela resistência elétrica do arame:
{\displaystyle Q\propto I^{2}\cdot R}

## Resistência
As resistências de aquecimento convertem energia elétrica em calor por meio do processo de aquecimento  descoberto por James Prescott Joule em 1841; ao fazer circular uma corrente elétrica por um condutor observou que se libertava calor devido à resistência oferecida pelo condutor.
Atualmente as resistências de aquecimento são utilizadas para uma infinidade de aplicações. A grande maioria delas é fabricada com um fio de uma liga de níquel (80%) e crómio (20%). Esta liga suporta temperaturas muito altas (1000 C), é resistivo (condição necessária para produzir calor), é muito resistente aos impactos e é inoxidável.